# Hanna Banaszak
Hanna Banaszak (geboren op 24 april 1957) is een Pools jazzzangeres en dichteres. Ze is opgegroeid in Poznań.

## Discografie
- Summertime (1979)
- Hanna Banaszak (1986)
- Wigilia z Hanną Banaszak (1997)
- Złota kolekcja - W moim magicznym domu (1998)
- Zanim będziesz u brzegu (2001) - samen met Mirosław Czyżykiewicz
- Echa melodii zapomnianej (2003)
- Truskawki w Milanówku - grootste hits, deel 1
- Wołanie Eurydyki - grootste hits, deel 2
- Hanna Banaszak - Koncert - Live

## Gedichten
- Zamienię Samolubie na Szczodruchy - Oficyna Konfraterni Poetów, Cracow 2006